# Kindla
Kindla este o arie protejată (arie specială de conservare — SAC, sit de importanță comunitară — SCI, arie de protecție specială avifaunistică — SPA) din Suedia întinsă pe o suprafață de 932,7 ha, integral pe uscat.

## Localizare
Centrul sitului Kindla este situat la coordonatele 59°44′52″N 14°53′48″E / 59.7477°N 14.8966°E.

## Înființare
Situl Kindla a fost declarat sit de importanță comunitară în ianuarie 1998 pentru a proteja 17 specii de animale. Alte tipuri de protecție:
- arie de protecție specială avifaunistică (în iulie 2000)[3]
- arie specială de conservare (în martie 2011)[2][4][5]

## Biodiversitate
Situată în ecoregiunea boreală, aria protejată conține 5 habitate naturale: Mlaștini împădurite, Turbării Aapa, Mlaștini turboase de tranziție și turbării mișcătoare, Taiga vestică, Lacuri și iazuri distrofice naturale.
La baza desemnării sitului se află mai multe specii protejate:
- păsări (16): minunița (Aegolius funereus), ciuf de câmp (Asio flammeus), cocoșul de mesteacăn (Bonasa bonasia), ciocănitoare neagră (Dryocopus martius), șoim de iarnă (Falco columbarius), cufundar polar (Gavia arctica), ciuvică (Glaucidium passerinum), cocor (Grus grus), sfrâncioc roșiatic (Lanius collurio), viespar (Pernis apivorus), ciocănitoare de munte (Picoides tridactylus), huhurezul mic (Strix uralensis), Surnia ulula, cocoșul de mesteacăn (Tetrao tetrix tetrix),  cocoș de munte (Tetrao urogallus), fluierar de mlaștină (Tringa glareola)
- mamifere (1): râs eurasiatic (Lynx lynx)